# Diálogo de Shangri-La

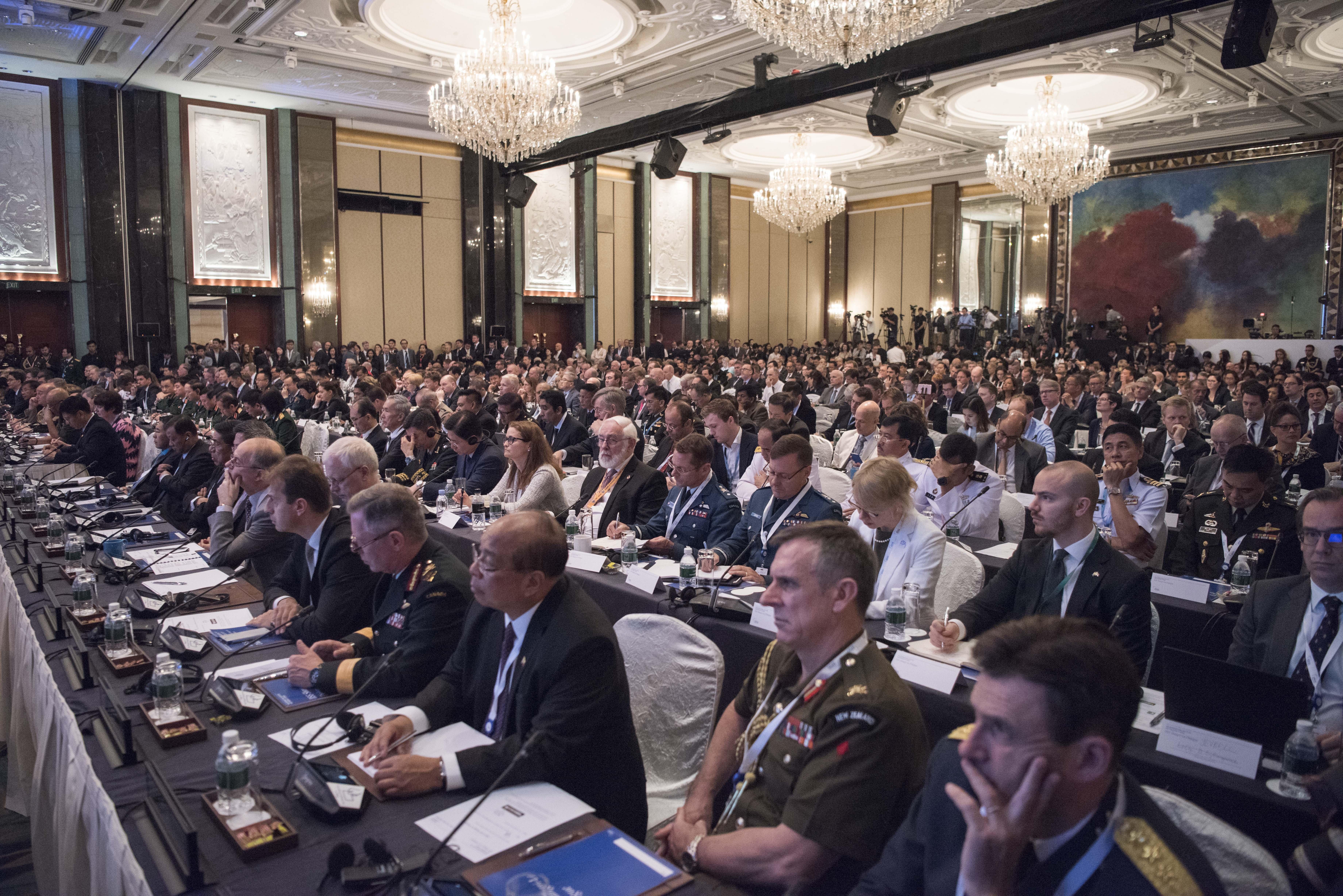
Delegados al Diálogo de Shangri-La de 2017.

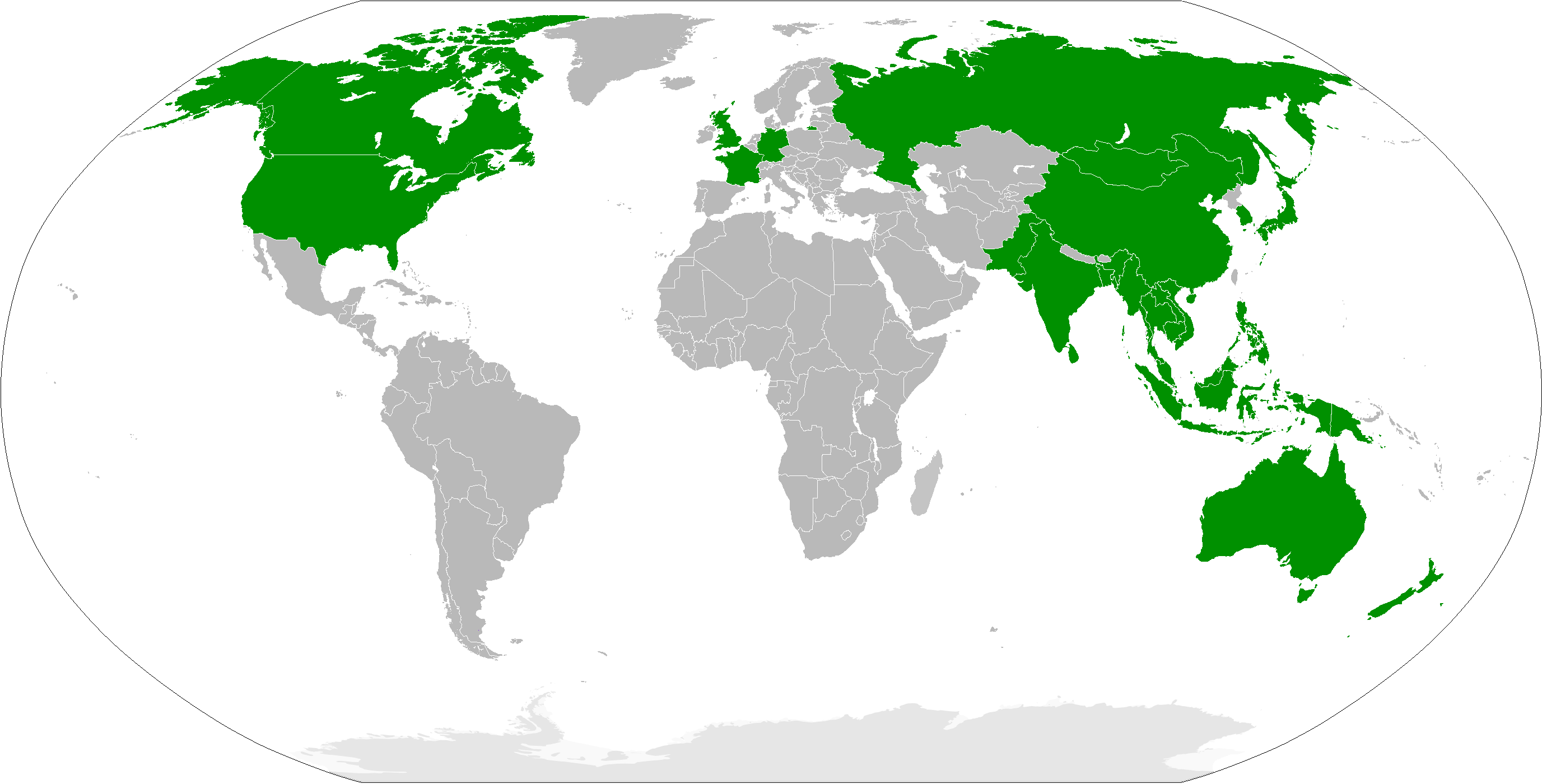
Países participantes.

El Diálogo de Shangri-La (SLD), como es habitualmente conocida la Cumbre de Seguridad Asiática IIEE: el Diálogo de Shangri-La (en inglés IISS Asia Security Summit: The Shangri-La Dialogue) es una conferencia de seguridad intergubernamental de diplomacia paralela (track one) que se lleva a cabo anualmente en Singapur, desde 2002, organizado por el Instituto Internacional de Estudios Estratégicos (IISS), con sede en Londres. Al diálogo suelen asistir ministros de defensa, altos funcionarios de los equipos de seguridad y jefes militares de la mayoría de los Estados de Asia-Pacífico. El nombre del foro deriva del Hotel Shangri-La en Singapur.
La cumbre sirve para fortalecer los vínculos entre los cuadros más importantes en la comunidad de defensa y seguridad de la región. Las delegaciones gubernamentales aprovechan la reunión para celebrar reuniones bilaterales con otras delegaciones al margen de la conferencia. Si bien es principalmente una reunión intergubernamental, a la cumbre también asisten legisladores, expertos académicos, periodistas especializados y empresarios.
A lo largo de los años, el Diálogo de Shangri-La se ha convertido en uno de los foros independientes más importantes para el intercambio de puntos de vista entre los encargados de adoptar decisiones en materia de política de seguridad internacional. 
Hacia 2022 el SLD contaba con 27 países participantes regulares, 18 de los cuales enviaron delegaciones de nivel ministerial (Australia, Bangladés, Brunéi, Camboya, Canadá, China, Estados Unidos, Francia, Indonesia, Japón, Malasia, Nueva Zelanda, Filipinas, República de Corea, Singapur, Sri Lanka, Timor-Leste y Vietnam}. Otros países participantes envían altos funcionarios, incluyendo jefes militares y de defensa (Alemania, India, Laos, Pakistán, Reino Unido, Suiza, Tailandia y la Unión Europea). También participan funcionarios de Fiyi, Catar, Países Bajos y las Islas Solomon. A los países participantes regulares, se suman otros diez invitados. Entre los países de habla hispana, solo Chile ha participado en alguna de las cumbres, no registrándose, con la salvedad señalada, participaciones de África ni de América Latina y el Caribe. 

## Historia

### Antecedentes
Antes de la primera cumbre, Asia carecía de un marco de seguridad regional similar al que contaban los países de Europa. A principios de 1996, el secretario de Defensa de Estados Unidos, William Perry, y el ministro de Defensa de Tailandia, Chavalit Yongchaiyudh, propusieron cada uno iniciativas separadas para reunir a sus homólogos en Asia, sin que las iniciativas se concretaran. El único foro de seguridad asiático multilateral de diplomacia paralela (track one) fue el Foro Regional de la ASEAN (ARF), que se limitó a funcionar como "un taller de conversaciones". Por otro lado, el ARF fue dirigido por ministros de relaciones exteriores, lo que dejó a la diplomacia de defensa y la cooperación en seguridad en la región sin un mecanismo para que los ministros de defensa interactúen.
El SLD fue concebido por el director general y jefe ejecutivo del Instituto Internacional de Estudios Estratégicos (IISS), John Chipman, en 2001 en respuesta a las múltiples sugerencias de establecer un foro donde los ministros de defensa de Asia Pacífico pudieran entablar un diálogo destinado a generar confianza y fomentar la cooperación práctica en materia de seguridad. Durante la 36.ª Conferencia de Seguridad de Múnich, principal foro de seguridad de Occidente, Chipman "notó que los funcionarios asiáticos recibían poca atención" y se dio cuenta de que "Asia necesitaba su propia institución de defensa en la que los ministros de defensa se reunieran y hablaran".
Inicialmente el SLD se inspiró en la Conferencia de Múnich, aunque con la intención de constituir una instancia de mayor incidencia política: crear una organización de diplomacia paralela que "los ministros de defensa necesitaban si querían tener alguna posibilidad de reunirse multilateralmente en un formato transregional". Las invitaciones se centraron esencialmente en los miembros del Foro Regional de la ASEAN para servir como una verdadera institución de seguridad regional. Se eligió Singapur como sede de la conferencia inicial y el Hotel Shangri-La como sede. Chipman se acercó al presidente de Singapur, Sellapan Ramanathan, en febrero de 2001 para proponerle la idea, y este se ofreció a organizar el evento hasta que el IISS pudiera llevar a cabo la conferencia de manera independiente. La idea le fue elevada al Gabinete de Singapur que la aprobó y encargó su ejecución al Ministerio de Defensa.

### Primeros encuentros
El evento se reunió por primera vez en 2002 como una "cumbre de defensa no oficial" que permitió a los funcionarios de defensa reunirse "en privado y en confianza, de manera bilateral y multilateral, sin la obligación de producir una declaración o comunicado formal".
Alrededor de una docena de viceministros y representantes ministeriales asistieron a la cumbre inaugural (entonces conocida como la Conferencia de Seguridad de Asia), incluida una delegación estadounidense encabezada por el subsecretario de Defensa de los Estados Unidos, Paul Wolfowitz. La primera cumbre se organizó en seis sesiones plenarias de un día y medio de duración.
En 2003 la segunda cumbre amplió su lista de invitados para incluir jefes de gabinete y secretarios permanentes o adjuntos de los ministerios de defensa. La agenda de ese año se organizó en torno a cinco sesiones plenarias complementadas por dos 'grupos de trabajo' simultáneos extraoficiales.
En 2004 la lista de invitados se amplió nuevamente para incluir a los funcionarios de inteligencia, de policía y de seguridad nacional más importantes de los países participantes. El número de grupos de ruptura se aumentó a tres.
En 2005 Pakistán estuvo representado por primera vez.
En 2006 el número de delegaciones ascendió a veintitrés países, diecisiete de ellas encabezadas por sus respectivos ministros de defensa y otras tres por viceministros de defensa o equivalentes.

### Ampliación y aumento de los niveles de representación
La conferencia de 2007 se caracterizó por la participación de alto nivel de China. El jefe adjunto del Estado Mayor General del Ejército Popular de Liberación (con el estatus de viceministro) teniente general Zhang Qinsheng, encabezó la delegación china ese año. 
En la reunión de 2008, Vietnam y Myanmar elevaron también su representación al nivel de viceministro y en 2009, Vietnam elevó aún más el nivel de representación al enviar al general Phung Quang Thanh al frente de su delegación, con el estatus de ministro.
En 2008 Laos estuvo representado por primera vez. El número de sesiones plenarias aumentó de cinco a seis, mientras que el número de grupos de trabajo aumentó de tres a seis.
En 2009 el primer ministro australiano, Kevin Rudd, fue el primer jefe de gobierno, sin contar el país organizador, en liderar la cena de apertura de la cumbre. Al mismo tiempo Singapur y Australia firmaron un memorando de acuerdo al margen de la cumbre de 2009 que permitió a las fuerzas armadas de Singapur acceder a las instalaciones de entrenamiento australianas durante una década.
En la cumbre de 2010, el presidente de la República de Corea, Lee Myung-Bak, fue el primer jefe de Estado en pronunciar el discurso de apertura de la cumbre. Otras delegaciones notables fueron la delegación rusa, encabezada por el vice primer ministro (y exministro de Defensa) Sergei Ivanov, y la delegación chilena, encabezada por el ministro de Defensa Jaime Ravinet de la Fuente. El secretario de Defensa de los Estados Unidos, Robert Gates hizo su cuarta aparición en el SLD y el teniente general Ma Xiaotian, jefe adjunto del Estado Mayor General, encabezó una fuerte delegación del Ejército Popular de Liberación de China.

### Inclusión de nuevos temas de seguridad
En 2011 hubo un marcado cambio en el debate hacia cuestiones de seguridad no tradicionales, así como las tensiones en el Mar de China Meridional. El primer ministro de Malasia, Najib Razak, en su discurso de apertura mencionó el nuevo multilateralismo para hacer frente a los desafíos de seguridad en la región, incluidos el contrabando de personas, el tráfico de drogas, el terrorismo y la proliferación nuclear. China estuvo representada en la cumbre por primera vez a nivel ministerial completo. El ministro de Defensa de China, general Liang Guanglie, destacó el ascenso pacífico de China en la región y la voluntad de trabajar con los países vecinos para resolver reclamos contrapuestos sobre reclamos territoriales en disputa en el Mar de China Meridional.
Estados Unidos reiteró su compromiso con la región de Asia Pacífico a pesar de tener limitaciones presupuestarias, guerras y una economía interna en declive. El secretario de Defensa de los Estados Unidos, Robert Gates, dijo que ofrecía apostar cien dólares a que la influencia Estados Unidos seguiría siendo fuerte en los próximos cinco años, incluso «más fuerte que hoy». Varias fuentes señalaron que Estados Unidos siempre había sido visto como el poder preeminente en la Cuenca del Pacífico y ahora debía adaptarse a la emergencia de China para mantener la estabilidad y la seguridad en la región.

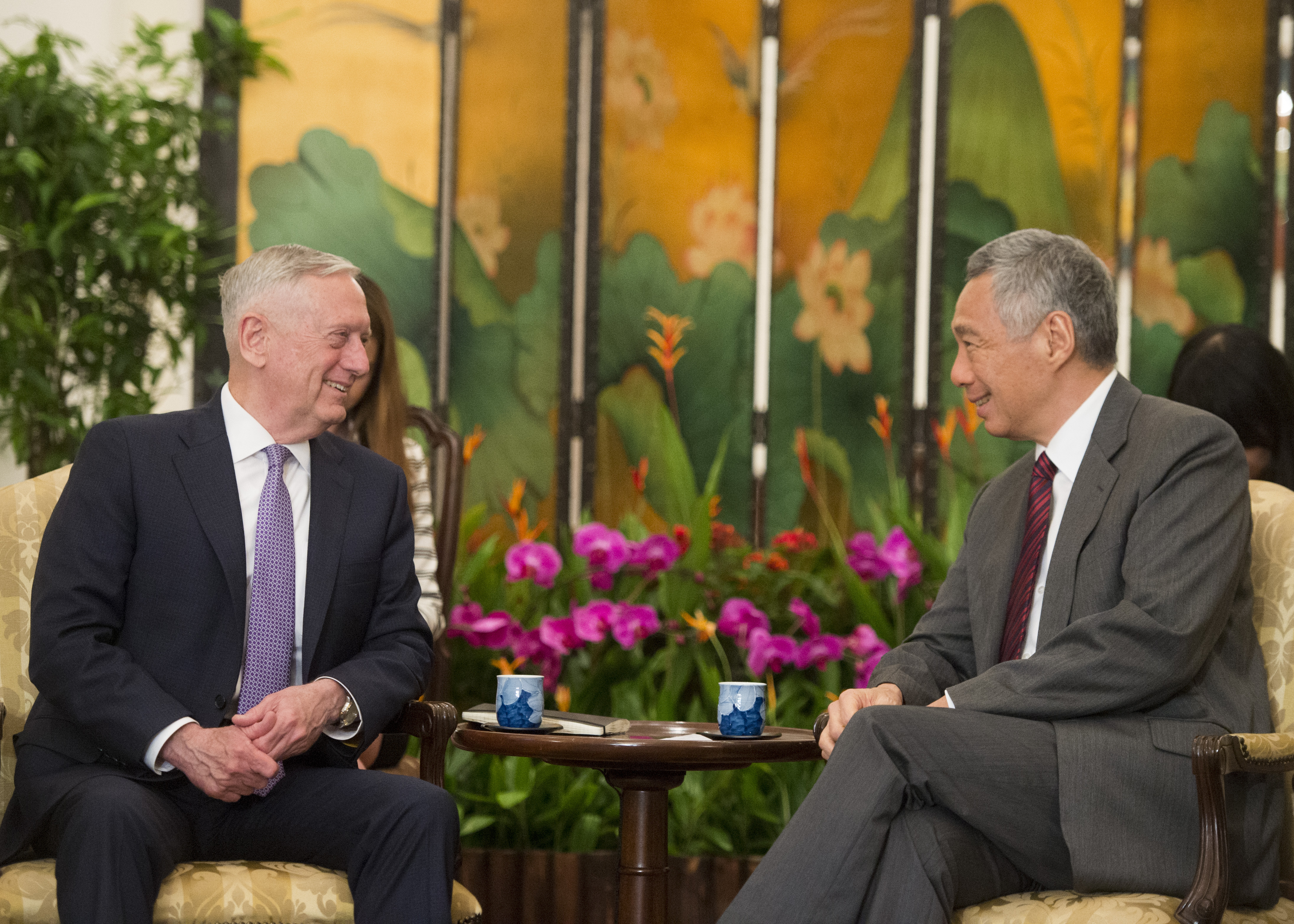
Jim Mattis de EEUU y Lee Hsien Loong de China conversando sobre las relaciones militares entre sus dos países en el Diálogo de Shangri-La en 2017.

### Consolidación
En 2018 la 18 edición del SLD registró la mayor cantidad de participantes hasta ese momento con casi 50 países y territorios. El primer ministro de Singapur, Lee Hsien Loong, abrió el diálogo. Se celebraron seis sesiones plenarias y otras extraordinarias sobre seguridad marítima, defensa, desarrollo industrial y cooperación en materia de defensa.
El SLD 19, que originalmente estaba programado del 5 al 7 de junio de 2020, se pospuso hasta 2021 debido a la pandemia de COVID-19 en Singapur.
El 19.º SLD se llevó a cabo del 10 al 12 de junio de 2022 después de una pausa de dos años. El primer ministro de Japón, Fumio Kishida, fue el orador principal, mientras que el ministro de Defensa Nacional de China, el general Wei Fenghe, exponiendo la visión de China para el orden regional. Asistieron a la cumbre representantes de 42 países que incluyeron 37 delegados a nivel ministerial y más de 30 altos funcionarios de defensa. El presidente de Ucrania, Volodímir Zelenski, pronunció un discurso virtual en la Cumbre el 11 de junio.

## Delegados no gubernamentales
A la cumbre ha asistido constantemente una combinación de más de 200 delegados no gubernamentales, que incluyen políticos, académicos, empresarios, analistas de grupos de expertos, medios de comunicación y otro personal de ONG. Esto le ha dado al SLD un aspecto de un proceso de la Vía Dos , aunque es principalmente un evento de la Vía Uno. Taylor señala que existen oportunidades limitadas para la interacción entre representantes gubernamentales y no gubernamentales. La inclusión de delegados no gubernamentales es el resultado de un dinamismo que se está realizando para que la SLD no se convierta en un "club exclusivo".

## Impacto
El Diálogo de Shangri-La ha contribuido a mejorar los canales diplomáticos en materia de defensa por parte de los países participantes. El Libro Blanco de Defensa de China de 2010 menciona explícitamente la participación china de alto nivel en el Diálogo de Shangri-La desde 2007 como uno de sus foros de participación en la cooperación de seguridad regional. El IISS ha expresado que una mayor representación de China indica un mayor nivel de compromiso a nivel multilateral.